# Plaça de l'Església (Rajadell)
La Plaça de l'Església és una plaça de Rajadell (Bages) inclosa en l'Inventari del Patrimoni Arquitectònic de Catalunya.

## Descripció
Es tracta d'un espai públic i obert: plaça formada per l'església i el conjunt d'habitatges que, d'una manera força irregular, formen un espai tancat al qual s'hi accedeix per un carrer cobert que comunica amb la resta del poble.
La plaça és a l'extrem d'un turó on és situada l'església i és dominada pel castell i l'estimball. Des de la plaça s'accedeix al castell per un camí costerut.

## Història
La plaça deuria quedar configurada com l'espai que avui és al segle xix al construir-se el conjunt d'habitatges a partir de la parcel·lació feta pels senyors del castell. Abans però existia ja al segle xii una església romànica als peus del castell, ambdós edificis anaven remodelant-se i adaptant-se al pas del temps, especialment al segle xvii, a partir d'ambdós es configura la plaça.